# Bracon lucileae
Bracon lucileae är en stekelart som beskrevs av Marsh 1979. Bracon lucileae ingår i släktet Bracon och familjen bracksteklar. Inga underarter finns listade.